# Wydawnictwo Dolnośląskie
«Wydawnictwo Dolnośląskie», «WD» (укр. Видавництво Дольношльонське) — видавництво, заснована у 1986 році у співпраці з Bertelsmann Media у Вроцлаві, Польща.

## Історія
Видавництво було засноване у 1986 році та приватизоване у 1991 році, що стало першою приватизацією державного видавництва у Польщі. Видавництво очолював Анджей Адамус як директор, а пізніше, після приватизації, як президент.
Після його смерті у 2004 році видавництво перейшло у власність компанії Publicat. З 2007 року воно функціонує як вроцлавська філія видавництва Publicat. У серпні 2007 року його було вилучено з реєстру підприємців.
У 1987-2007 роках головним редактором «Wydawnictwo Dolnośląskie» був Ян Столярчик.
Видавництво видає близько 100 найменувань на рік. Видавництво публікує польські та закордонні романи про життя, фентезі та наукову фантастику, кримінальні серіали (класика, польський кримінальний детектив та переклади світових бестселерів цього жанру), історичні романи, біографії, книги про подорожі та історію, путівники, книги для дітей та юнацтва. Видавництво «Wydawnictwo Dolnośląskie» популяризує серед польських читачів твори найбільш читаних закордонних письменників, таких як Агата Крісті, Стефані Маєр (великим успіхом видавництва є серія книг «Сутінки» Стефані Маєр), Барбара Тейлор Бредфорд, Тамі Гоаґ, Йо Несбьо, Вальтер Мьорс, а також просуває польських авторів. Видавництво видавало, зокрема, твори Чеслава Мілоша, Збіґнєва Герберта, Тадеуша Ружевича, Уршулі Козьол і Тимотеуша Карповича, а також видавничі серії (зокрема, «А то, власне, і є Польща» — серію, присвячену польській культурі, історії та традиціям).